# Баллард, Алими
Алими Баллард (англ. Alimi Ballard; род. 17 октября 1977, Бронкс, Нью-Йорк) — американский актёр.

## Биография
Начинал актёрскую карьеру в театре. Дебют актёра на телеэкране состоялся в 1993 году. Наиболее известен по участию в телесериалах, особенно по роли агента ФБР Дэвида Синклера в сериале «4исла». Алими Баллард женат, у него есть ребёнок.

## Избранная фильмография
- 1993—1995 — Бесконечная любовь / Loving
- 1997—1998 — Сабрина — маленькая ведьма / Sabrina, the Teenage Witch
- 1998 — Столкновение с бездной / Deep Impact
- 2000—2001 — Тёмный ангел / Dark Angel
- 2002 — Три дня дождя / Three Days of Rain — Деррик
- 2004 — Чёрное облако / Black Cloud
- 2005—2010 — 4исла / Numb3rs — Дэвид Синклер
- 2011 — Форсаж 5 / Fast Five — Фуско
- 2015 — Улов